# Stadsintermezzon
Stadsintermezzon var det andra av tre regel- och världslösa rollspelshjälpmedel från det amerikanska förlaget Flying Buffalo som Äventyrsspel översatte och gav ut 1987 och 1988.
Stadsintermezzon innehåller beskrivningar av ca 20 olika inrättningar - värdshus, hantverkare, köpmän med mera - som kan tänkas finnas i en fantasystad. Spelledarpersoner, föremål och magi är beskrivna enligt en skala från "dålig" till "utmärkt" för att medge anpassning till olika regelsystem. Varje beskriven inrättning innehåller dessutom några äventyrsuppslag som kan tjäna som inspiration för spelledaren.